# ماساتو يامازاكي (لاعب كرة قدم مواليد 1990)
ماساتو يامازاكي (باليابانية: 山崎 正登) (12 مايو 1990 في ميساتو في اليابان – )؛ هو لاعب كرة قدم ياباني سابق كان يلعب كلاعب وسط.

## وصلات خارجية
- ماساتو يامازاكي (1990) على موقع رابطة كرة القدم اليابانية للمحترفين (اليابانية)
- ماساتو يامازاكي (1990) على موقع قاعدة بيانات كرة القدم.إي يو (الإنجليزية)
- ماساتو يامازاكي (1990) على موقع Soccerway.com (الإنجليزية)
- ماساتو يامازاكي (1990) على موقع عالم كرة القدم.نت (الإنجليزية)